# Julius Schneider (Politiker)

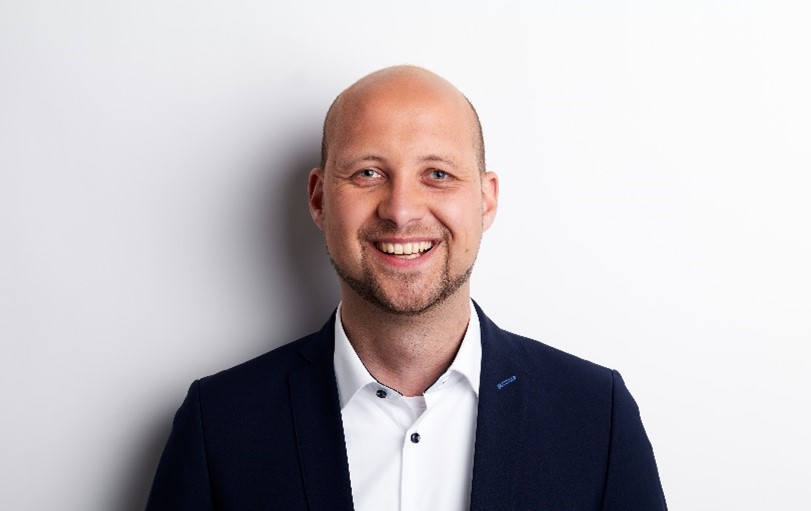
Julius Schneider (2022)

Julius Schneider (* 21. September 1992 in Hannover) ist ein deutscher Politiker der SPD. Seit 2022 ist er Abgeordneter des Niedersächsischen Landtags.

## Leben
Schneider wuchs in Peine auf und absolvierte das Abitur am Wirtschaftsgymnasium der BBS in Peine/Vöhrum im Jahr 2012 und engagierte sich dort als Schülersprecher. Von 2014 bis 2017 arbeitete er als Geschäftsführer der SPD-Kreistagsfraktion in Gifhorn. Seit 2017 arbeitete er für den Abgeordneten des deutschen Bundestages Falko Mohrs aus Wolfsburg.

## Mitgliedschaften
Er ist Mitglied des Corps der Bürgersöhne Peine und engagiert sich dort im Schießvorstand. Auch spielt er beim VfB Peine Fußball und ist dort ebenfalls im Vereinsvorstand aktiv. Zudem ist er Mitglied der IG-Metall.

## Politik
Schneider ist seit dem Jahr 2009 Mitglied der SPD. Im Jahr 2012 wurde er als Unterbezirksvorsitzender der Peiner Jusos gewählt und übte dieses Amt bis zum Jahr 2014 aus. Das Amt des Bezirksvorsitzenden des Jusos Bezirk Braunschweig übte er von 2014 bis 2017 aus.
Seit dem Jahr 2017 ist er Vorsitzender des SPD-Ortsvereins Peine-Kernstadt. Außerdem vertritt er die Peiner SPD überregional im Bezirks- und Landesvorstand. Im Jahr 2021 wurde er Mitglied des Rates der Stadt Peine und ist dort in den Ausschüssen für Strukturpolitik & Wirtschaft und im Ausschuss für Soziale Infrastruktur und kulturelle Teilhabe aktiv. In diesem hat er das Amt des stellvertretenden Vorsitzenden inne. Außerdem gehört er dem Aufsichtsrat von Peine Marketing an.
Bei der Landtagswahl in Niedersachsen 2022 gewann er das Direktmandat für den Wahlkreis Peine und zog erstmalig als Abgeordneter in den Niedersächsischen Landtag ein. Dort ist er sowohl Mitglied im Ausschuss für Inneres und Sport sowie im Ausschuss für Rechts- und Verfassungsfragen. Innerhalb der SPD-Fraktion fungiert er als Sprecher für das Ehrenamt.